# Жизела Панков
Жизела Панков (на френски: Gisela Pankow) е френски психиатър и психоаналитик от немски произход.

## Биография
Родена е през 1914 година в Дюселдорф, Германия, в християнско демократично семейство. Първоначално завършва Берлинския университет, а след това започва да учи медицина в Тюбинген, където става асистент на Ернст Кречмер. През 1950 г. заминава за Париж, за да прави изследвания и започва работа като стажантка в болницата La Pitié. Три години по-късно получава доктората си от Парижкия университет с дисертация на тема „Метрични отношения между основата на черепа и горната част на лицето“ („Les rapports métriques entre la base du crâne et la partie supérieure de la face“).
През 1944 г. започва да се анализира в Германия при Луиса Вайцзекер (по-късно Кет Вайцзекер-Хос). Продължава с членове на Немския институт за психологическо и психотерапевтично изследване и приключва с Ернст Блум, член на Швейцарското психоаналитично общество. След като се връща във Франция става член на Френското психоаналитично общество (ФПО) през 1953 г. Минава под супервайзерска анализа при Жак Лакан, Франсоаз Долто и Даниел Лагаш.
През 1956 г. Панков заминава за САЩ, където започва работа в психиатричния институт към Балтиморския университет. Там се запознава с Грегъри Бейтсън, Елън Дънбар и Фрида Фром-Райхман, която подкрепя много силно Панков. Година по-късно се завръща във Франция и остава там за постоянно. През 1960 г. скъсва отношенията си с ФПО, но остава член на Международната психоаналитична асоциация. Впоследствие преподава в Университета в Бон и в Париж. Обикаля Тунис, САЩ, Канада и Австралия и изнася лекции.
Умира на 14 август 1998 година в Берлин на 84-годишна възраст.